# Evorthodus lyricus
Evorthodus lyricus és una espècie de peix de la família dels gòbids i de l'ordre dels perciformes.

## Morfologia
- Els mascles poden assolir 15 cm de longitud total.[2][3]

## Hàbitat
És un peix de clima subtropical (20 °C-30 °C) i demersal.

## Distribució geogràfica
Es troba a l'Atlàntic occidental: Belize, les Illes Caiman, Costa Rica, Cuba, la República Dominicana, Haití, Jamaica, Puerto Rico, Surinam, Trinitat, les Illes Turks i Caicos, les Illes Verges Nord-americanes, els Estats Units i Veneçuela.

## Observacions
És inofensiu per als humans.